# Gennadi Weniaminowitsch Bessonow
Gennadi Weniaminowitsch Bessonow (russisch Геннадий Вениаминович Бессонов; * 1954) ist ein ehemaliger sowjetischer Gewichtheber.

## Werdegang
Gennadi Bessonow begann 1970 in Schachty, der Stadt, die sich in den 1960er Jahren zu einem der Zentren des sowjetischen Gewichthebens entwickelt hatte, mit dem Gewichtheben. Er hatte in Schachty die Schule besucht und mit einem Technologiestudium begonnen. Mit seinem Trainer W. K. Dorochin kam er gut voran. Zwischen 1977 und 1980 wurde er zweimal Weltmeister und Europameister. Für die Olympischen Spiele konnte er sich aber nicht qualifizieren. Bereits 1982 beendete er seine Karriere.
Heute ist er Offizier der Miliz.

## Internationale Erfolge/Mehrkampf
(WM = Weltmeisterschaft, EM = Europameisterschaft, Ls = Leichtschwergewicht, Ms = Mittelschwergewicht)
- 1975, 3. Platz, Int. Turnier in Saporischschja, Ls, mit 342,5 kg, hinter Waleri Schari, UdSSR, 355 kg und Gennadi Iwantschenko, UdSSR, 342,5 kg;
- 1977, 1. Platz, Großer Preis der UdSSR in Vilnius, Ls, mit 350 kg, vor Awischian, UdSSR, 347,5 kg und Schuchin, UdSSR, 332,5 kg;
- 1977, 1. Platz, WM in Donaueschingen, Ls, mit 352,5 kg, vor Peter Baczako, Ungarn, 345 kg und Rabczewski, Polen, 337,5 kg;
- 1978, 1. Platz, Baltic Cup in Wolfsburg, Ms, mit 375 kg, vor Peter Petzold, DDR, 350 kg und Frank Leuchte, DDR, 332,5 kg;
- 1978, 2. Platz, WM in Gettysburg, Ms, mit 372,5 kg, hinter Rolf Milser, Deutschland, 377,5 kg und vor Antalovics, Ungarn, 367,5 kg;
- 1979, 1. Platz, Baltic Cup in Tallinn, Ms, mit 382,5 kg, vor Walo, Polen, 345 kg und Frank Mantek, DDR, 340 kg;
- 1979, 1. Platz, WM in Thessaloniki, Ms, mit 380 kg, vor Milser, 377,5 kg und Walo, 362,5 kg;
- 1980, 2. Platz, Baltic Cup in Bollnäs, Ms, mit 350 kg, hinter Milser, 370 kg und vor Gerd Kennel, Deutschland, 347,5 kg;
- 1980, 3. Platz, EM, Ms, hinter Rumen Alexandrow, Bulgarien und Waleri Schari, UdSSR;
- 1981, 3. Platz, Großer Preis der UdSSR in Lemberg, Ms, mit 385 kg, hinter Juri Sacharewitsch, UdSSR, 397,5 kg und Plokhoi, UdSSR, 396 kg;
- 1981, 1. Platz, Baltic Cup, Ms, mit 360 kg, vor Werner Westphal, DDR, 355 kg und Bernd Klasen, DDR, 330 kg.

## Medaillen Einzeldisziplinen
3 × WM-Gold, 2 × WM-Silber, 1 × EM-Gold, 1 × EM-Silber.

## UdSSR-Meisterschaften
- 1976, 2. Platz, Ls, mit 345 kg;
- 1979, 2. Platz, Ms, mit 377,5 kg, hinter Waleri Schari, 380 kg und vor Zghun, 367,5 kg;
- 1981, 3. Platz, Ms, mit 385 kg, hinter Jurik Wardanjan, 402,5 kg u.Sacharewitsch, 400 kg.

## Weltrekorde
Im Reißen:
- 181,5 kg, 1981 in Lemberg.

Im Stoßen:
- 223,5 kg, 1981 in Lemberg;
- 225,0 kg, 1981 in Podolsk.